# Raúl Loaiza
Raúl Alberto Loaiza Morelos, noto semplicemente come Raúl Loaiza (Cartagena de Indias, 8 giugno 1994), è un calciatore colombiano, centrocampista del Lanús.

## Caratteristiche tecniche
È un mediano.

## Carriera
Cresciuto nelle giovanili del Patriotas Boyacá, ha esordito in prima squadra il 2 febbraio 2013 disputando l'incontro di Categoría Primera A pareggiato 1-1 contro il Boyacá Chicó.
Nel 2017 firma per il Atlético Nacional con cui colleziona 31 presenze per poi passare agli argentini del San Lorenzo nel dicembre 2018.

## Palmarès

### Club

#### Competizioni nazionali
- Campionato colombiano: 1

Atlético Nacional: 2017-I
- Copa Colombia: 1

Atlético Nacional: 2018

#### Competizioni internazionali
- Coppa Sudamericana: 1

Defensa y Justicia: 2020
- Recopa Sudamericana: 1

Defensa y Justicia: 2021